# Kastelo de Prelongo
Kastelo de Prelongo (Castillo de Prélong) es la primera novela escrita originalmente en Esperanto. Escrita por el médico francés Henri Vallienne y publicada en 1907.

## Argumento
Un servidor del marqués de Prélong en Normandía por medio de maniobras astutas y robos al marqués, logra enriquecerse y posicionar socialmente a su familia y a sí mismo. Su hijo Víctor (Viktoro) incluso ambiciona desposar a la hija del marqués Maltilda. Para ello se enlista en el ejército donde logra alcanzar el rango de capitán, y espera que este título pueda solventar el hecho de no tener un título nobiliario. Sin embargo su propuesta de matrimonio es rechazada tajantemente, lo que despierta en el joven un sentimiento de venganza. Consigue averiguar que Matilda visita una casa en la costa, en donde su amiga Valentina (Valentino) reside estando embarazada y sin un esposo, esperando la llegada del bebé. Víctor, con la ayuda de Dupont (Duponto), un criminal, y de su amante, Josefina (Jozefino), consigue robar al recién nacido, planeando chantajear a Matilda, salvando sin saber al bebe, ya que esa noche una tormenta avienta la casa al mar. Matilda se casa con Gastón, duque de Blasán, pero después de la ceremonia de matrimonio se halla en la iglesia un cesto con el bebé y una carta diciendo, que ella era la madre. Ella no lo niega, ya que le juró a Valentina jamás revelar su secreto. El triste Gastón se suicida y deja libre a Matilda para irse con su supuesto amante. Víctor por medio de amenazas contra el bebé y contra los viejos marqueses, obliga a Matilda a casarse con él, pero ni siquiera el encarcelamiento logra que ella cumpla con «los deberes maritales» y darle un descendiente. Después de dos años reaparece Valentina, que fue salvada del mar por marinos americanos, también Gastón reaparece vivo, porque su supuesto suicidio  no fue más que una apoplejía en realidad, enfermedad que él sufría desde los dieciséis años. Víctor es obligado a irse y Matilda vuelve con su verdadero esposo.
La novela se asemeja al estilo profesado por Alejandro Dumas, o al estilo gótico de Ann Radcliffe, lleno de situaciones tensas, misteriosas y sorprendentes (Dardos envenenados, corredores subterráneos, criptas, habitaciones sin ventanas, etc).
Al ser la primera novela escrita en Esperanto, conserva los arcaísmos propios de la época.

## Crítica
Publicado veinte años después del nacimiento de Esperanto, su valor es esencialmente histórico, ya que este libro de más de 500 páginas, es la primera novela escrita en el idioma de Zamenhof. Sin embargo, algunos se niegan a reconocer en él valor literario alguno.
La crítica es ampliamente compartida. Y aunque algunos lo recibieron con entusiasmo, otros más exigentes no lo hicieron, por su estilo sencillo.